# Мальярино, Мануэль Мария
Мануэль Мария Мальярино-Ибаргуэн (исп. Manuel María Mallarino Ibargüen; 18 июня 1808 — 6 января 1872) — южноамериканский политический деятель.

## Биография
Мануэль Мальярино родился в 1808 году в Сантьяго-де-Кали, вице-королевство Новая Гранада; его родителями были Хосе Мария Мальярино-и-Варгас и Хуана Мария де ла Консепсьон Ибаргуэн. Он окончил университет провинции Каука и в 1831 году получил степень в области юриспруденции, позднее стал членом Сената.
В 1846 году президент Томас Сиприано де Москера назначил Мальярино министром внешних сношений. В конце 1846 года был подписан договор Мальярино-Байдлэка, в соответствии с которым США гарантировали защиту Панамского перешейка в обмен на особые права на нём.
После того как в 1849 году президентом страны стал Хосе Иларио Лопес, начавший проводить в жизнь идеи либерализма, Мануэль Мальярино покинул страну и перебрался в Перу.
17 апреля 1854 года генерал Хосе Мария Мело произвёл военный переворот и арестовал президента Новой Гранады. Вице-президент Хосе де Обальдия сумел скрыться на территории американского посольства, а затем бежал в Ибаге, где возглавил правительство в изгнании. Мануэль Мальярино вернулся на родину, чтобы бороться с диктатурой
22 сентября 1854 года собравшийся в Ибаге Конгресс объявил импичмент находящемуся в заключении свергнутому президенту Обандо и формально лишил его власти, оставив Хосе де Обальдиа исполнять обязанности президента до истечения его срока избрания. Гражданская война завершилась со взятием Боготы 4 декабря 1854 года. 1 апреля 1855 года завершился срок избрания Хосе де Обальдия, и Мальярино был избран новым вице-президентом страны. Так как Конституция требовала, чтобы выборы президента и вице-президента были разнесены на два года, то Мальярино исполнял обязанности президента страны до 1857 года, когда на президентских выборах победил кандидат от консерваторов Мариано Оспина Родригес. В 1858 году президент Оспина внёс изменения в Конституцию, в соответствии с которыми пост вице-президента ликвидировался, а республика Новая Гранада преобразовывалась в Гранадскую конфедерацию. Таким образом, когда Мальярино завершил в 1859 году свой срок на посту вице-президента, преемника у него уже не было.
1 апреля 1861 года в соответствии с Конституцией 1858 года президентом Гранадской конфедерации стал генеральный инспектор страны Бартоломе Кальво, который назначил Мальярино министром внешних сношений. Однако в стране шла гражданская война, которую правительство проиграло, поэтому Мальярино пробыл в новой должности лишь до 10 июля.
В 1872 году Мальярино был выдвинут кандидатом на пост президента страны, но проиграл выборы.